# Перт (руна)
| Название                  | Пра- германское | Древне- английское |
| ------------------------- | --------------- | ------------------ |
| Название                  | *Perþō?         | Peorð              |
| Форма                     | Старший футарк  | Футорк             |
| Форма                     |                 |                    |
| Unicode                   | ᛈ U+16C8        | ᛈ U+16C8           |
| Транслитерация            | p               | p                  |
| Транскрипция              | p               | p                  |
| МФА                       | [p]             | [p]                |
| Позиция в руническом ряду | 14 b            | 14 b               |

Перт (ᛈ) — четырнадцатая руна старшего и англосаксонского футарков. Обозначает звук [p].
В старшем футарке называется Перт или Пертро, что является реконструированным прагерманским названием *perþō, чьё значение не известно, но некоторые лингвисты сходятся во мнении, что это название восходит к общегерманскому «грушевое дерево» (или, скорее, фруктовое дерево). Кроме того, ряд исследователей сходится во мнении, что название этой руны может восходить к имени богини Берты, а сама руна связана с женскими божествами, в частности, с Норнами.
В англосаксонском футарке она называется Peorð (значение такого названия не известно). Также от этой руны происходит руна ᛢ, которая называется Cweorð и означает звуки [kw], [kʷ], [ku]. Также в пунктированном футарке есть руны ᛕ и ᛔ, которые тоже означают звук [p] и происходят от младшей руны ᛒ (bjarkan).
В эзотерике символизирует преображение путём получения новых знаний, благодаря которым человек начинает целостно воспринимать мир и видеть суть происходящего.

## Упоминание в рунических поэмах
| Оригинал                                                                                              | Перевод                                                                                  | Альтернативный перевод                                                                |
| --- | ---------------------------------------------------------------------------------------- | ------------------------------------------------------------------------------------- |
| Peorþ biþ simble · plega ond hleahtor wlancum [. . .] · þær wigan sittaþ on béorsele · blíþe ætsamne. | Peorþ — вечно игра и смех гордых (…), где бойцы сидят в пивном чертоге, счастливы вместе | Игроки за шахматной доской — источник отдыха и развлечения (и посвящения) для воинов. |